# Острови Кука на Чемпіонаті світу з водних видів спорту 2015
Острови Кука взяли участь у Чемпіонаті світу з водних видів спорту 2015, який пройшов у Казані (Росія) від 24 липня до 9 серпня.

## Плавання
Плавці Островів Кука виконали кваліфікаційні нормативи в дисциплінах, які вказано в таблиці (не більш як 2 плавці на одну дисципліну за часом нормативу A, і не більш як 1 плавець на одну дисципліну за часом нормативу B):
Чоловіки
| Спортсмен           | Дисципліна          | Попередній заплив | Попередній заплив | Півфінал        | Півфінал        | Фінал           | Фінал           |
| Спортсмен           | Дисципліна          | Час               | Місце             | Час             | Місце           | Час             | Місце           |
| ------------------- | ------------------- | ----------------- | ----------------- | --------------- | --------------- | --------------- | --------------- |
| Темаруата Стрікленд | 50 м вільним стилем | DNS               | DNS               | Завершив виступ | Завершив виступ | Завершив виступ | Завершив виступ |
| Темаруата Стрікленд | 100 м на спині      | 1:10.89           | 66                | Завершив виступ | Завершив виступ | Завершив виступ | Завершив виступ |

Жінки
| Спортсменка         | Дисципліна           | Попередній заплив | Попередній заплив | Півфінал         | Півфінал         | Фінал            | Фінал            |
| Спортсменка         | Дисципліна           | Час               | Місце             | Час              | Місце            | Час              | Місце            |
| ------------------- | -------------------- | ----------------- | ----------------- | ---------------- | ---------------- | ---------------- | ---------------- |
| Трейсі Кейт-Матчітт | 50 м вільним стилем  | 27.16             | 60                | Завершила виступ | Завершила виступ | Завершила виступ | Завершила виступ |
| Трейсі Кейт-Матчітт | 100 м вільним стилем | 57.85             | 51                | Завершила виступ | Завершила виступ | Завершила виступ | Завершила виступ |